# Segretario generale del Consiglio d'Europa
Il Segretario Generale del Consiglio d'Europa è l'individuo che viene scelto dall'Assemblea Consultiva del CdE (su raccomandazione del Comitato dei Ministri del CdE) in maniera identica al Segretario Generale Aggiunto del CdE. Non fa parte dei due organi principali (Assemblea e Comitato), ma ha il ruolo di assisterli dalla medesima sede: Strasburgo.
Il Segretario Generale prende parte nei processi di adesione e di dissociazione di uno Stato rispetto al CdE: nel primo caso riceve uno strumento d'adesione di uno Stato che vuole entrare nel CdE dopo essere stato invitato dal Comitato; riceve la notifica di dissociazione di uno Stato membro del CdE nel secondo caso.
Il Segretario Generale dichiara solennemente fedeltà ed imparzialità al CdE di fronte al Comitato, il quale lo ritiene responsabile per l'operato dell'intera Segreteria. Perciò, nomina gli altri componenti della Segreteria oltre a sé ed il Segretario Generale Aggiunto, in maniera conforme al regolamento amministrativo. Sono a lui indirizzate le dichiarazioni solenni dei membri che ha scelto.
Il Segretario Generale fornisce i servizi amministrativi che occorrono all’Assemblea Consultiva, e gode di pattuiti privilegi e immunità nei territori degli Stati membri utili a svolgere le proprie funzioni.

## Finanziamento (art. 38 ed art. 39)
1. Le spese del Segretario Generale e ogni altra spesa comune sono ripartite fra tutti gli Stati membri nelle proporzioni stabilite dal Comitato secondo la popolazione di ciascuno.
2. Il Segretario Generale sottopone il bilancio di previsione del CdE ogni anno al Comitato, per l’approvazione.
3. Il Segretario Generale presenta al Comitato le domande dell'Assemblea che implichino ulteriori spese.
4. Il Segretario Generale sottopone al Comitato una stima delle spese per l’esecuzione di ogni raccomandazione presentatagli. Le risoluzioni implicanti ulteriori spese sono considerate approvate dal Comitato solo se esso ha approvato le previsioni delle spese corrispondenti.
5. Il Segretario Generale notifica ogni anno ai Governi degli Stati membri l’ammontare del loro contributo, pagato al Segretario Generale nel termine massimo di sei mesi.

## Segretari generali
| Paese        | Immagine | Segretario              | Inizio mandato    | Fine mandata      |
| ------------ | -------- | ----------------------- | ----------------- | ----------------- |
| Francia      |          | Jacques Camille Paris   | 11 agosto 1949    | 17 luglio 1953    |
| Francia      |          | Léon Marchal            | 21 settembre 1953 | 24 settembre 1956 |
| Italia       |          | Lodovico Benvenuti      | 19 settembre 1957 | 15 marzo 1964     |
| Regno Unito  |          | Peter Smithers          | 16 marzo 1964     | 15 settembre 1969 |
| Austria      |          | Lujo Tončić-Sorinj      | 16 settembre 1969 | 16 settembre 1974 |
| Germania Est |          | Georg Kahn-Ackermann    | 17 settembre 1974 | 17 settembre 1979 |
| Austria      |          | Franz Karasek           | 1 ottobre 1979    | 1 ottobre 1984    |
| Spagna       |          | Marcelino Oreja Aguirre | 1 ottobre 1984    | 1 giugno 1989     |
| Francia      |          | Catherine Lalumière     | 1 giugno 1989     | 31 maggio 1994    |
| Svezia       |          | Daniel Tarschys         | 1 giugno 1994     | 1 settembre 1999  |
| Austria      |          | Walter Schwimmer        | 1 settembre 1999  | 31 agosto 2004    |
| Regno Unito  |          | Terry Davis             | 1 settembre 2004  | 31 agosto 2009    |
| Norvegia     |          | Thorbjørn Jagland       | 1 ottobre 2009    | 18 settembre 2019 |
| Croazia      |          | Marija Pejčinović Burić | 18 settembre 2019 | 18 settembre 2024 |
| Svizzera     |          | Alain Berset            | 18 settembre 2024 | In carica         |